# Fallacia elegans
Fallacia elegans là một loài bọ cánh cứng trong họ Cerambycidae.